# Der geheime Luftkrieg der Supermächte
Der geheime Luftkrieg der Supermächte ist ein Dokumentarfilm von Dirk Pohlmann aus dem Jahr 2004.

## Inhalt
In seinem am 28. Januar 2004 auf dem Sender arte ausgestrahlten Dokumentarfilm zeigt Pohlmann, wie die amerikanischen Luftstreitkräfte von ihrem Hauptquartier in Wiesbaden aus Aufklärungsflüge teils in die Sowjetunion hinein unternahmen. Amerikanische Flugzeuge wurden von sowjetischen Abfangjägern abgeschossen. Der Film zeigt Interviews mit ehemals sowjetischen und amerikanischen Piloten und zuvor kaum bekannte Abschussaufnahmen aus sowjetischen Schießkameras. Pohlmann führte Indizien auf dafür, dass überlebende Piloten von der Sowjetunion versteckt worden waren, dabei erklärt der Pilot, der ein Flugzeug am 9. April 1950 abgeschossen hatte, er hätte 10 Fallschirme gezählt.

## Rezeption
Der Historiker Michael Jeismann kommt in einer Rezension in der Frankfurter Allgemeinen Zeitung zu der Einschätzung, dass dieser „hervorragende Dokumentarfilm […] nicht nur faszinierendes Archivmaterial über diese Aufklärungsflüge“ bereitstelle, sondern auch „ungeklärten Fällen“ nachgehe. So ende Pohlmanns „hartnäckige Recherche […] erst vor dem Schweigen einer sowjetisch-amerikanischen Kommission“, die aufklären sollte, ob „abgeschossene Piloten gerettet und dann in Lagern gefangengehalten wurden“. Pohlmann versammle hierfür zahlreiche Indizien. Es spreche auch manches dafür, dass die Konfliktparteien kein Interesse an der Aufarbeitung des Geschehens hatten. „Fast unglaublich“ sei es zudem, dass „die CIA eigene Kampfflugzeuge (gemeint sind unbewaffnete Aufklärungsflugzeuge vom Typ U-2) besaß, mit denen sie auf eigene Faust Operationen unternahm“. Der Film stelle „in einer Drastik, die durch Nüchternheit noch gesteigert wird, den menschenverachtenden Zynismus der beiden Militärmaschinerien heraus“. 